# Melker Hallberg
Charles Melker Otto Hallberg (Kalmar, 20 ottobre 1995) è un calciatore svedese, centrocampista del Kalmar.

## Biografia
È fratello maggiore di Herman Hallberg, anch'egli centrocampista. In famiglia vi sono altri due fratelli minori, entrambi avviati all'attività calcistica: Ossian Hallberg, nato nel 2000, e Uno Hallberg, nato nel 2004.

## Carriera

### Club
Nativo di Ljungbyholm, località urbana del comune di Kalmar, Melker Hallberg è approdato nelle giovanili del Kalmar FF nel 2010, un anno dopo rispetto al fratello minore Herman.
Il 13 aprile 2012, con la prima presenza in Allsvenskan collezionata durante Malmö FF-Kalmar 2-0, è diventato il giocatore più giovane di sempre nella storia del club biancorosso. Pochi mesi più tardi, il 15 luglio 2012, il sedicenne Hallberg ha segnato il gol che è valso la vittoria contro l'Elfsborg, diventando al tempo stesso il quarto marcatore più giovane di sempre nella storia dell'Allsvenskan.
Dopo le 11 presenze collezionate nell'Allsvenskan 2012, l'anno successivo ha disputato tutte le partite del campionato 2013 ad eccezione di una giornata di squalifica per somma di ammonizioni. Nonostante i 17 anni di età, a fine stagione è stato nominato come 14º miglior giocatore del campionato 2013 dal quotidiano nazionale Expressen.
Le sue prestazioni emergenti nel frattempo hanno catturato l'attenzione di alcuni scout esteri. Nell'agosto 2014 l'Udinese ha perfezionato l'acquisto del giocatore, che si è trasferito in Friuli con un contratto fino al 2019. Alla prima stagione in bianconero ha collezionato 4 presenze in Serie A.
A causa del poco spazio a disposizione, nell'agosto 2015 è stato girato in Norvegia al Vålerenga fino alla fine dell'anno solare, per quello che si rivelerà il primo di una serie di prestiti. Nei primi mesi del 2016, fino all'estate, ha giocato in Svezia nell'Hammarby dove ha trovato Nanne Bergstrand, che già era stato il suo allenatore al Kalmar. Nonostante la volontà del club biancoverde di prolungare il prestito, l'Udinese ha scelto di mandare il giocatore all'Ascoli in Serie B con cui ha collezionato 7 presenze e una rete contro il Pisa.
Lasciata in anticipo la squadra marchigiana nel gennaio 2017, il Kalmar ha trovato un accordo con l'Udinese per il ritorno a casa di Hallberg, con un prestito valido per l'intera stagione sportiva 2017. Al Kalmar si è ricongiunto con il fratello minore Herman, che nel frattempo aveva debuttato in prima squadra. In squadra erano presenti anche altri giocatori consanguinei, vista la presenza dei tre fratelli Elm (David, Viktor e Rasmus). Il 5 gennaio 2018 Kalmar e Udinese hanno rinnovato il prestito per un'ulteriore stagione ma a metà stagione svedese, nel mese di luglio, il giocatore è passato ai danesi del Vejle a titolo definitivo.
Con la maglia del Vejle ha trascorso tutta la stagione 2018-2019 ma, complice la discesa della squadra in seconda serie e una clausola che gli permetteva di rescindere in caso di retrocessione, Hallberg ha esercitato l'opzione di lasciare il club nel giugno 2019.
Dopo due mesi da svincolato, si è trasferito in Scozia per militare nell'Hibernian con un contratto triennale.

### Nazionale
Tra le presenze di Hallberg con le nazionali giovanili, figura anche la partecipazione al Campionato europeo Under-21 2017.
In precedenza, nel gennaio 2016, aveva giocato due partite amichevoli ad Abu Dhabi con una Nazionale maggiore sperimentale.

## Statistiche

### Presenze e reti nei club
Statistiche aggiornate al 7 maggio 2024
| Stagione             | Squadra              | Campionato           | Campionato | Campionato | Coppe nazionali | Coppe nazionali | Coppe nazionali | Coppe continentali | Coppe continentali | Coppe continentali | Altre coppe | Altre coppe | Altre coppe | Totale | Totale |
| Stagione             | Squadra              | Comp                 | Pres       | Reti       | Comp            | Pres            | Reti            | Comp               | Pres               | Reti               | Comp        | Pres        | Reti        | Pres   | Reti   |
| -------------------- | -------------------- | -------------------- | ---------- | ---------- | --------------- | --------------- | --------------- | ------------------ | ------------------ | ------------------ | ----------- | ----------- | ----------- | ------ | ------ |
| 2012                 | Kalmar               | A                    | 11         | 1          | CS              | 3               | 0               | UEL                | 3                  | 0                  | -           | -           | -           | 17     | 1      |
| 2013                 | Kalmar               | A                    | 29         | 4          | CS              | 0               | 0               | -                  | -                  | -                  | -           | -           | -           | 29     | 4      |
| mar.-ago. 2014       | Kalmar               | A                    | 14         | 1          | CS              | 0               | 0               | -                  | -                  | -                  | -           | -           | -           | 14     | 1      |
| 2014-2015            | Udinese              | A                    | 4          | 0          | CI              | 1               | 0               | -                  | -                  | -                  | -           | -           | -           | 5      | 0      |
| ago.-dic. 2015       | Vålerenga            | ES                   | 10         | 2          | CN              | 0               | 0               | -                  | -                  | -                  | -           | -           | -           | 10     | 2      |
| gen.-giu. 2016       | Hammarby             | A                    | 12         | 0          | CS              | 4               | 1               | -                  | -                  | -                  | -           | -           | -           | 16     | 1      |
| 2016-gen. 2017       | Ascoli               | B                    | 7          | 1          | CI              | 1               | 0               | -                  | -                  | -                  | -           | -           | -           | 8      | 1      |
| 2017                 | Kalmar               | A                    | 27         | 2          | CS              | 3               | 0               | -                  | -                  | -                  | -           | -           | -           | 30     | 2      |
| 2018                 | Kalmar               | A                    | 13         | 0          | CS              | 4               | 0               | -                  | -                  | -                  | -           | -           | -           | 17     | 0      |
| 2018-2019            | Vejle                | S                    | 25+2       | 1+0        | CD              | 2               | 0               | -                  | -                  | -                  | -           | -           | -           | 29     | 1      |
| 2019-2020            | Hibernian            | SP                   | 20         | 1          | CS+CdL          | 3+2             | 0+1             | -                  | -                  | -                  | -           | -           | -           | 25     | 2      |
| 2020-2021            | Hibernian            | SP                   | 25         | 0          | CS+CdL          | 4+6             | 0+1             | -                  | -                  | -                  | -           | -           | -           | 35     | 1      |
| 2021-gen. 2022       | Hibernian            | SP                   | 0          | 0          | CS+CdL          | 1+0             | 0               | UECL               | 0                  | 0                  | -           | -           | -           | 1      | 0      |
| Totale Hibernian     | Totale Hibernian     | Totale Hibernian     | 45         | 1          |                 | 16              | 2               |                    | -                  | -                  |             |             |             | 61     | 3      |
| gen.-giu. 2022       | St. Johnstone        | SP                   | 14+2       | 0+1        | -               | -               | -               | -                  | -                  | -                  | -           | -           | -           | 16     | 1      |
| 2022-2023            | St. Johnstone        | SP                   | 29+1       | 2          | CS+CdL          | 1+4             | 0+1             | -                  | -                  | -                  | -           | -           | -           | 35     | 3      |
| Totale St. Johnstone | Totale St. Johnstone | Totale St. Johnstone | 43+3       | 3          |                 | 5               | 1               |                    | -                  | -                  |             |             |             | 51     | 4      |
| 2023                 | Kalmar               | A                    | 12         | 1          | -               | -               | -               | -                  | -                  | -                  | -           | -           | -           | 12     | 1      |
| 2024                 | Kalmar               | A                    | 5          | 1          | CS              | 4               | 1               | -                  | -                  | -                  | -           | -           | -           | 9      | 2      |
| Totale Kalmar        | Totale Kalmar        | Totale Kalmar        | 111        | 10         |                 | 14              | 1               |                    | 3                  | 0                  |             | -           | -           | 129    | 11     |
| Totale carriera      | Totale carriera      | Totale carriera      | 262        | 18         |                 | 43              | 5               |                    | 3                  | 0                  |             | -           | -           | 308    | 23     |

### Cronologia presenze e reti in nazionale
| Cronologia completa delle presenze e delle reti in nazionale ― Svezia | Cronologia completa delle presenze e delle reti in nazionale ― Svezia | Cronologia completa delle presenze e delle reti in nazionale ― Svezia | Cronologia completa delle presenze e delle reti in nazionale ― Svezia | Cronologia completa delle presenze e delle reti in nazionale ― Svezia | Cronologia completa delle presenze e delle reti in nazionale ― Svezia | Cronologia completa delle presenze e delle reti in nazionale ― Svezia | Cronologia completa delle presenze e delle reti in nazionale ― Svezia |
| Data                                                                  | Città                                                                 | In casa                                                               | Risultato                                                             | Ospiti                                                                | Competizione                                                          | Reti                                                                  | Note                                                                  |
| --------------------------------------------------------------------- | --------------------------------------------------------------------- | --------------------------------------------------------------------- | --------------------------------------------------------------------- | --------------------------------------------------------------------- | --------------------------------------------------------------------- | --------------------------------------------------------------------- | --------------------------------------------------------------------- |
| 6-1-2016                                                              | Abu Dhabi                                                             | Svezia                                                                | 1 – 1                                                                 | Estonia                                                               | Amichevole                                                            | -                                                                     | 61’                                                                   |
| 10-1-2016                                                             | Abu Dhabi                                                             | Svezia                                                                | 3 – 0                                                                 | Finlandia                                                             | Amichevole                                                            | 1                                                                     | 46’                                                                   |
| 11-1-2019                                                             | Doha                                                                  | Islanda                                                               | 2 – 2                                                                 | Svezia                                                                | Amichevole                                                            | -                                                                     | 86’                                                                   |
| Totale                                                                |                                                                       | Presenze                                                              | 3                                                                     |                                                                       | Reti                                                                  | 1                                                                     |                                                                       |